# Oxytenanthera abyssinica
Espèce
Oxytenanthera abyssinica est une espèce de plantes monocotylédones de la famille des Poaceae, sous-famille des Bambusoideae, originaire d'Afrique tropicale.
Ce sont des bambous cespiteux, dont les tiges (chaumes) peuvent atteindre 10 mètres de long et 10 cm de diamètre. Ce bambou a de multiples utilisations, notamment pour la construction de cases, de meubles et de clôtures.

## Description

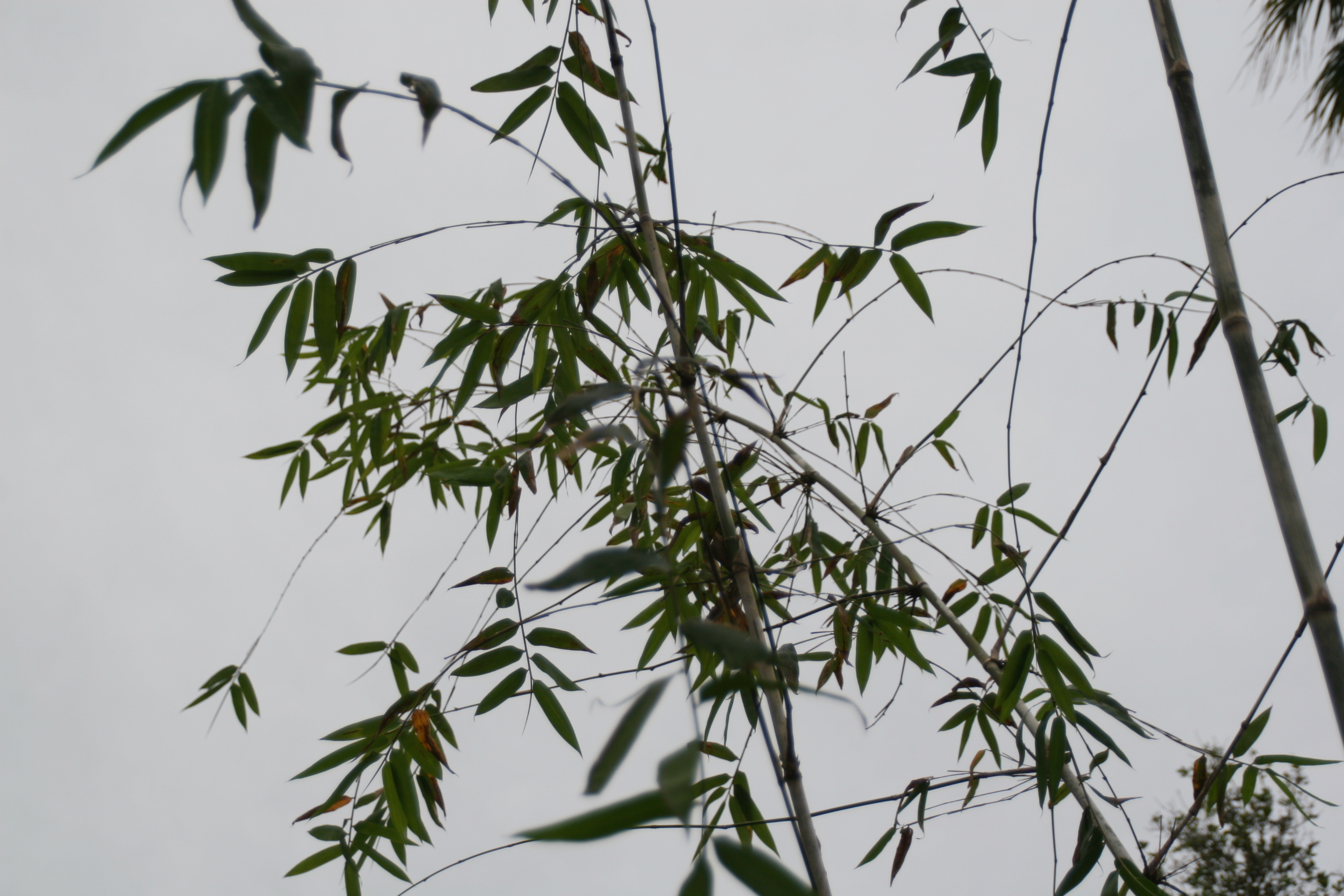
Port de la plante.

Oxytenanthera abyssinica est une plante vivace, cespiteuse, aux rhizomes courts (pachymorphe), pouvant atteindre 10 cm de diamètre et aux tiges (chaumes) ligneuses, dressées, de 300 à 1000 cm de long et 50 à 400 mm de diamètre, dont les entrenœuds sont térètes (quasi-cylindriques) et pleins ou présentant une lumière réduite,
Les ramifications latérales sont nombreuses et dendroïdes. 
Les feuilles de chaume présentent une gaine hispide, avec des poils brun foncé et n'ont pas d'oreillettes. Leur limbe est linéaire, acuminé, long de 1 à 2 cm.  
Les feuilles caulinaires présentent une ligule membraneuse non ciliée, et un limbe largement arrondi à la base, avec un bref rétrécissement  à la jonction avec la gaine (faux-pétiole). Ce limbe lancéolé, glauque, de 5 à 25 cm de long sur 10 à 30 mm de large, est caduc au niveau de la ligule. Il présente des nervures transversales peu visibles,.
L'inflorescence est une synflorescence bractifère, étoilée ou groupée aux nœuds, avec des bourgeons axillaires à la base des épillets. Les groupes étoilés, denses, de 4 à 8 cm de long, sont sous-tendus par des bractées glumacées.
Les épillets fertiles, lancéolés, comprimés latéralement ou subtérètes, ont 15 à 40 mm de long. Ils comprennent 1 à 2 fleurons fertiles, sans extension du rachillet. Ces épillets se désarticulent à maturité au dessus des glumes, mais pas entre les fleurons.
Ils sont sous-tendus par plusieurs glumes, similaires, plus courtes que l'épillet et à texture semblable à celle de la lemme fertile.
dont 2 à 4 glumes vides, les inférieures persistantes, les supérieures caduques avec les fleurons.
La glume inférieure, coriace, oblongue à ovale, de 5 à 8 mm de long, est sans carène et présente 17 à 30 nervures.
La glume supérieure, lancéolée, de 12 à 20 mm de long, est aussi sans carène et présente de 26 à 32 nervures. Elle est aristée, à l'apex acuminé, et porte une arête terminale de 5 à 7 mm de long.
Les fleurons fertiles ont une taille plus grande vers le haut de l'inflorescence. Ils sont sous-tendus par une lemme et une paléole. La lemme elliptique, coriace, de 15 à 40 mm de long, est non carénée et présente de 26 à 32 nervures. Elle couvre la plus grande partie de la paléole. Aristée, la lemme porte à son sommet une arête piquante de 2 à 7 mm de long. La paléole, scarieuse, lancéolée, étroitement enroulée autour du fleuron, présente de 16 à 19 nervures, et souvent pas de carène.
Les fleurons, sans lodicules, comptent 6 anthères aux extrémités apiculées et aux filament soudés en un tube, 3 stigmates papilleux aux styles connés à la base, et un ovaire glabre avec un appendice en forme de flèche.
Le fruit est un caryopse aux péricarpe adhérent, fuselé, long de 10 à 15 mm,.
Chaumes en zigzag. 
Il requiert un sol bien drainé. Il survit aux incendies dans son habitat naturel.

## Distribution et habitat
C'est l'une des 20 espèces de bambous originaire du continent africain.

## Propagation
Comme la plupart des bambous les graines étant rares, la multiplication végétative par division du rhizome reste la plus efficace.

## Utilisation
Il est utilisé dans la production d'alcool. Dans certaines parties de Tanzanie les femmes l'utilisent dans la production d'une bière locale qui constitue une source majeure de revenus. On l'utilise aussi localement dans la confection de paniers pour le transport de denrées périssables tel que les tomates. Ce bambou est utilisé comme matériau de construction. Il est employé dans les échafaudages, les meubles, la construction générale de la maison, et les clôtures. Les plus petites chaumes sont utilisées dans la fabrication de pipes et de flèches. On l'utilise également dans la réhabilitation des milieux dégradés et dans la lutte contre l'érosion des sols.

## Synonymes
Selon Catalogue of Life (12 mai 2018) :
- Bambusa abyssinica A.Rich.
- Bambusa schimperiana Steud.
- Houzeaubambus borzii (Mattei) Mattei
- Oxytenanthera borzii Mattei
- Oxytenanthera braunii Pilg.
- Oxytenanthera macrothyrsus K.Schum.